# Máscara quirúrgica

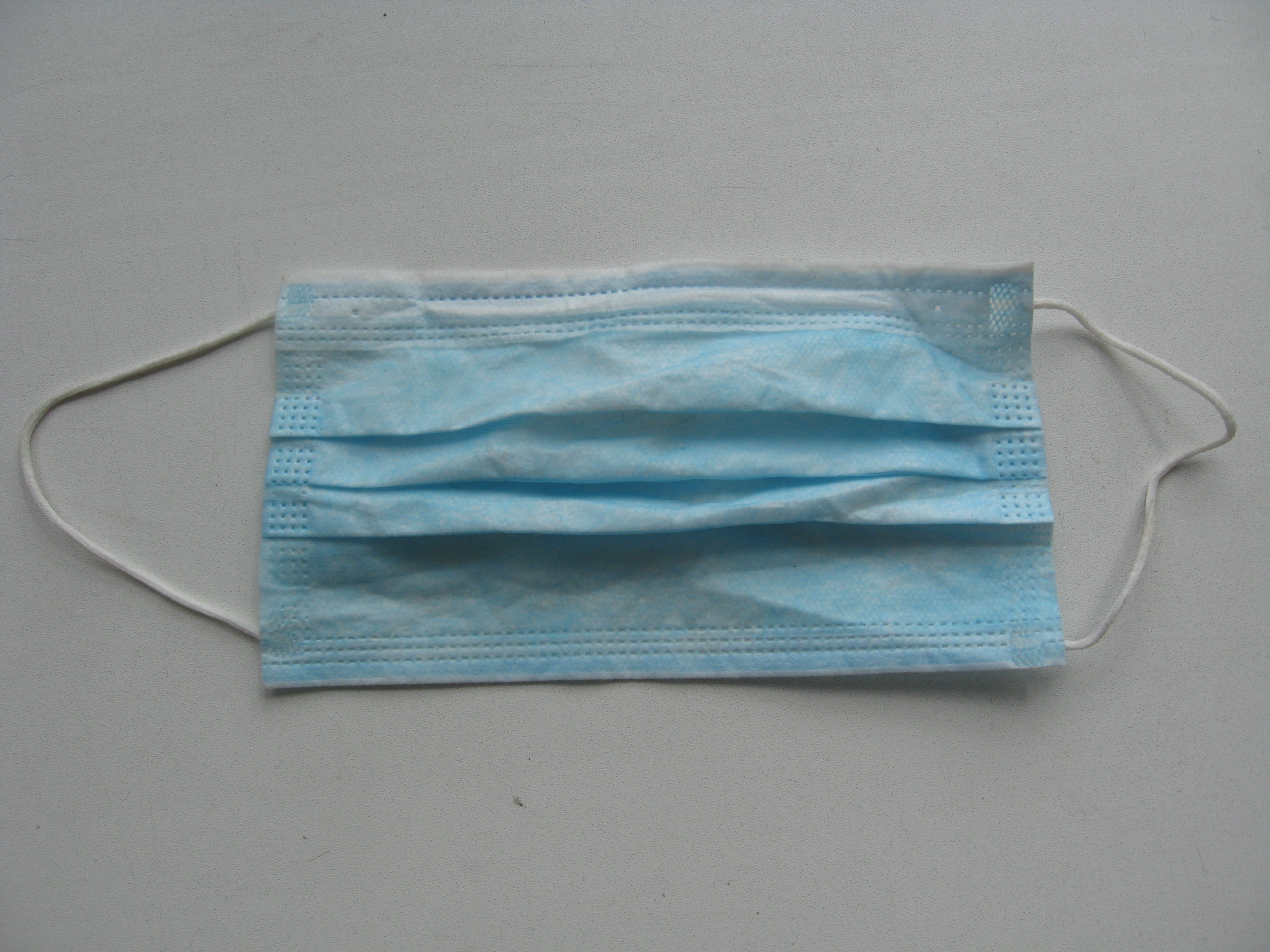
Mascarílla quirúrgica.

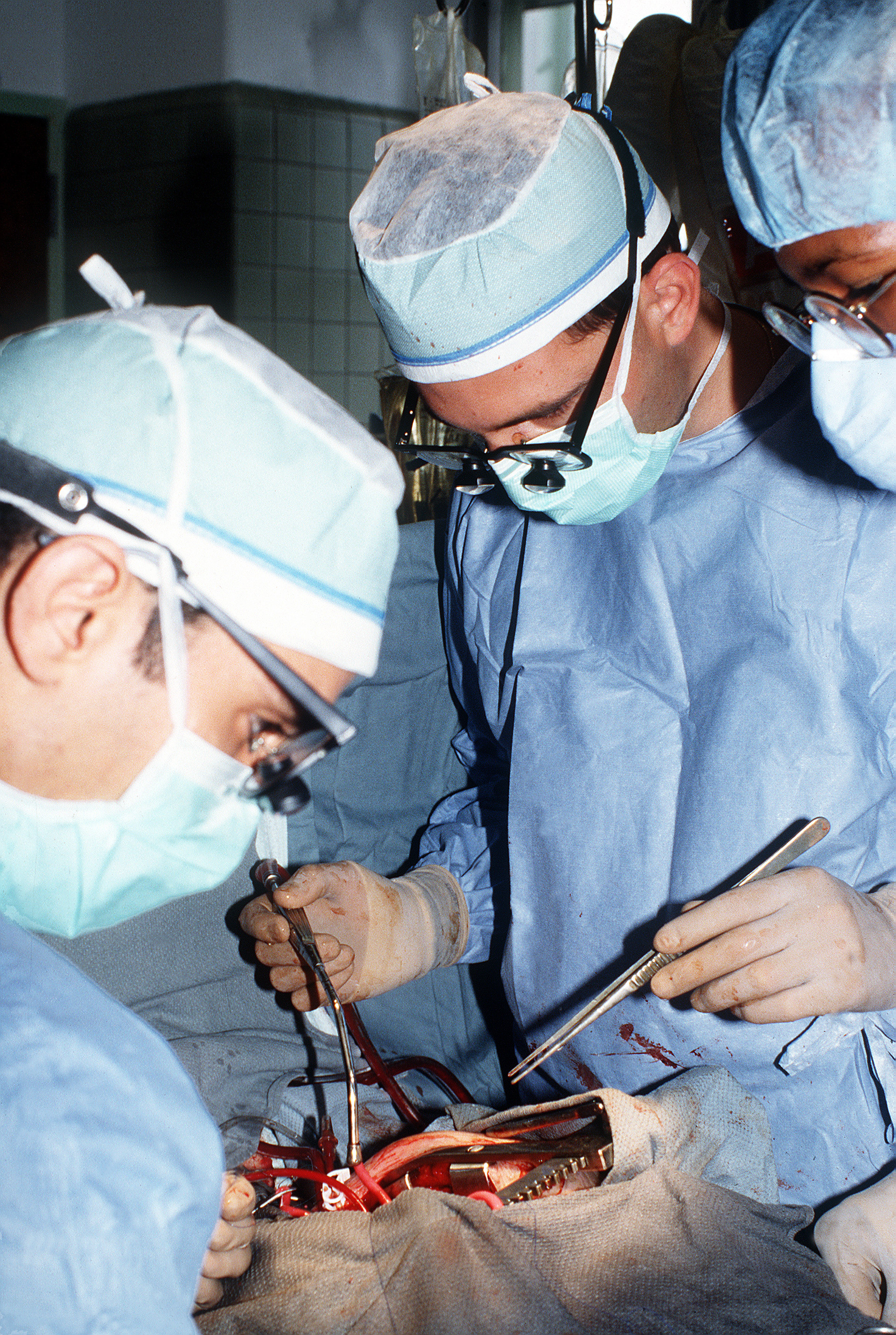
Tres cirujanos operando con máscaras quirúrgicas.

Se llama máscara quirúrgica, mascarilla quirúrgica, cubreboca(s), tapaboca(s), barbijo o nasobuco a un tipo de máscara autofiltrante o mascarilla que cubre parcialmente el rostro y es utilizada por personal médico y sanitario para contener bacterias y virus provenientes de la nariz y la boca del portador de la misma. Las mascarillas quirúrgicas también son utilizadas por civiles en espacios públicos ante brotes o epidemias de enfermedades transmitidas por vía respiratoria, o bien, cuando el aire de un determinado lugar está contaminado. 
Su uso aumentó en los últimos años debido a la pandemia de 2020 de COVID-19.

## Efectividad
Las máscaras quirúrgicas simples protegen al usuario de ser salpicado en la boca con fluidos corporales así como de salpicar y contagiar a sus pacientes. También le impiden tocarse la nariz y la boca, acción que podría provocar transferencias de virus y bacterias habiendo tenido contacto con una superficie contaminada y luego contaminar al paciente por contacto. Por tanto reducen el esparcimiento de partículas portadoras de bacterias o virus generadas al estornudar o toser. Sin embargo, no están diseñadas para proteger al usuario de inhalar estas partículas; al igual que las microfibras de su materia, llegando a ocasionar enfermedades cardio respiratorias por la acumulación de fibras del material de la mascarilla.
Las máscaras quirúrgicas de protección especial (mascarilla FFP2 y mascarilla FFP3) o respiradores protegen de posibles contagios así como evitan al portador contagiar.

## Clasificación
La norma europea EN 14683 clasifica las mascarillas sanitarias en 3 tipos, denominados Tipo I, Tipo II, y Tipo IIR, de acuerdo con su eficacia de filtración bacteriana o BFE (no confundir con eficacia de filtración de partículas o PFE de las mascarillas FFP1, 2 o 3).
- Tipo I: BFE(%) ≥ 95
- Tipo II: BFE (%) ≥ 98
- Tipo IIR: BFE (%) ≥ 98 + Resistencia a las salpicaduras.

## Normas de uso de las mascarillas

### Cómo usar la mascarilla
La Organización Mundial de la Salud (OMS) señala unos consejos generales:
- Colocarse la mascarilla minuciosamente para que cubra la boca y la nariz y anudarla firmemente para que no haya espacios de separación con la cara.
- No tocarla mientras se lleve puesta.
- Quitársela con la técnica correcta (desanudándola en la nuca sin tocar su parte frontal).
- Después  de  quitarse  o  tocar  inadvertidamente  una  mascarilla  usada,  lavarse  las  manos  con  una solución hidroalcohólica, o con agua y jabón si están visiblemente sucias.
- En cuanto la mascarilla esté húmeda, sustituirla por otra limpia y seca.
- No reutilizar las mascarillas de un solo uso y desecharlas inmediatamente una vez utilizadas.
- Las  mascarillas  de  tela  (por  ejemplo,  de  gasa  o  de  algodón)  no  se  recomiendan  en  ninguna circunstancia.
- El lado blanco (o el del color menos fuerte) tiene que ir hacia tu rostro, mientras que el lado azul (o el color más fuerte) tiene que apuntar hacia el exterior.

### Profesionales sanitarios
Los profesionales de la salud deben usar una mascarilla sanitaria, o mascarilla de procedimiento, durante la cirugía y ciertos procedimientos de atención médica, para atrapar microorganismos que se desprenden de las gotas líquidas y aerosoles de la boca y la nariz del usuario.
La evidencia respalda la efectividad de las máscaras quirúrgicas para reducir el riesgo de infección entre otros trabajadores sanitarios y en la comunidad. No obstante, una revisión Cochrane encontró que no hay evidencia clara de que las máscaras desechables que usan los miembros del equipo quirúrgico, reducirían el riesgo de infecciones de heridas después de procedimientos quirúrgicos limpios.
Para los trabajadores de la salud, las pautas de seguridad recomiendan el uso de una máscara probada de respiración N95 o FFP3 con ajuste facial, en lugar de una máscara sanitaria, en las cercanías de pacientes con gripe pandémica , para reducir la exposición del usuario sanitario a aerosoles potencialmente infecciosos y gotas de líquidos en el aire.

### Uso de la mascarilla en público en general - COVID-19
Aunque según la OMS la mascarilla no es necesaria en todos los casos, sin embargo en los países asiáticos y otros muchos países, ante la pandemia de la enfermedad Covid-19 se ha generalizado el uso de mascarillas quirúrgicas (y también tipo mascarilla FFP2 y N95) tanto para evitar contagiar como ser contagiado del virus SARS-CoV-2 y ante la evidencia de la dificultad de conocer periódicamente quienes están contagiados.
Algunos países europeos han adoptado la médida de mascarillas no médicas para su población, como España, Eslovaquia y República Checa han aprobado mascarillas obligatorias en el transporte público y espacios públicos durante la pandemia de coronavirus de 2020.
En EE. UU., la ciudad de Los Ángeles adoptó oficialmente la recomendación el 1 de abril de 2020.
La OMS indica cuándo usar mascarilla
- Si está sano, solo necesita llevar mascarilla si atiende a alguien en quien se sospeche la infección por el virus SARS-CoV-2.
- Lleve también mascarilla si tiene tos o estornudos.
- Las mascarillas solo son eficaces si se combinan con el lavado frecuente de manos con una solución hidroalcohólica o con agua y jabón.
- Si necesita llevar una mascarilla, aprenda a usarla y eliminarla correctamente.
- Antes de ponerse una mascarilla, lávese las manos con un desinfectante a base de alcohol o con agua y jabón.

El Centro Europeo para la Prevención y Control de Enfermedades
El Centro Europeo para la Prevención y Control de Enfermedades considera que las mascarillas «deben ser contempladas como una medida complementaria» y recomienda su uso también a los contagiados asintomáticos aunque el mayor contagio lo producen los enfermos sintomáticos.

## Propiedades físicas y calidad
El rendimiento de las máscaras quirúrgicas se evalúa en función de parámetros tales como filtración (captura de máscaras de aerosoles exhalados), exposición (transferencia de aerosoles desde el exterior), resistencia del flujo de aire de la máscara (diferencia de presión durante la respiración, ΔP, también conocida como transpirabilidad), resistencia a la penetración de líquidos, permeabilidad al aire y al vapor de agua, repelencia al agua (para superficies exteriores e interiores).
| Parámetro                                | Unidad típica     |
| ---------------------------------------- | ----------------- |
| Diferencia de presión, ∆P                | cm de H2O / cm²   |
| Filtración y exposición                  | %                 |
| Resistencia a la penetración de líquidos | mbar              |
| Permeabilidad del aire                   | ml/s⋅cm² a 100 Pa |
| Permeabilidad al vapor de agua           | g/24 h⋅cm²        |
| Repulsión al agua                        | grado             |

## Regulación y tipos
En Estados Unidos, la Administración de Alimentos y Medicamentos autoriza la comercialización de máscaras sanitarias. A partir de 2009, los fabricantes de máscaras quirúrgicas deben demostrar que su producto es al menos tan bueno como una máscara que ya está en el mercado para obtener «autorización» para su comercialización. Los fabricantes pueden elegir entre pruebas de filtro utilizando un aerosol de organismo biológico o un aerosol de esferas de látex de 0,1 µm. 
En el Espacio Económico Europeo (EEE), las máscaras quirúrgicas deben ser certificadas a través del proceso de marcado CE para ser comercializadas. El marcado de máscaras quirúrgicas CE implica el respeto de muchos obligaciones indicadas en el Reglamento sobre los productos sanitarios (Reglamento del Consejo 2017/745 de 5 de abril de 2017 relativo a los dispositivos médicos y productos sanitarios, DO L 117/1 de 05.05.2017).
Existen mascarillas protectoras respiratorias o respiradores tanto para usos quirúrgico como para otros usos (industriales, por contaminación y polución).

### Tipos según normas europeas - FFP
La normativa europea EN 143 define las siguientes clases de mascarillas por el tipo de filtros de partículas que se pueden acoplar o caracterizar a una máscara quirúrgica o industrial facial:
| Class | Límite de pentración del filtro (a 95 litros/min. de flujo de aire) |
| ----- | ------------------------------------------------------------------- |
| P1    | Filtra al menos el 78 % de partículas aéreas                        |
| P2    | Filtra al menos el 92 % de partículas presentes en el aire          |
| P3    | Filtra al menos el 98 % de partículas del aire                      |

La norma europea EN 149 define las siguientes clases de "medias máscaras filtrantes parciales" (filtering half masks) o "piezas faciales filtrantes" (filtering face pieces, FFP), es decir, respiradores construidos total o totalmente con material filtrante:
| Clase | Límite de penetración del filtro (a 95 L/min de flujo de aire)      | Flujo hacia dentro | Uso |
| ----- | ------------------------------------------------------------------- | ------------------ | --- |
| FFP1  | Filtra al menos el 78 % de las partículas transportadas por el aire | <22 %              | "antipolvo" |
| FFP2  | Filtra al menos el 92 % de las partículas en el aire                | <8 %               | "contra los virus influenza, Influenzavirus B, gripe aviaria, SRAS, coronavirus, COVID-19, yersinia pestis, tuberculosis así como los usos indicados en FFP1" |
| FFP3  | Filtra al menos el 98 % de las partículas en el aire                | <2 %               | "contra partículas muy finas de, por ejemplo, asbesto y cerámica; procedimientos médicos que generen aerosoles (Intubación endotraqueal, broncoscopia, Lavado bronoco-alveolar, Ventilación manual previa a la intubación, ventilación no invasiva, traqueotomía y usos señalados de mascarillas FFP2 y FFP1" |

Tanto la norma europea EN 143 como la EN 149 prueban la penetración de los filtros con aerosoles secos cloruro de sodio y aceite de parafina después de almacenar los filtros a 70 °C y -30 °C durante 24 h cada uno. Las normas incluyen pruebas de resistencia mecánica, resistencia a la respiración y obstrucción. EN 149 prueba la fuga hacia el interior entre la máscara y la cara, donde diez sujetos humanos realizan 5 ejercicios cada uno y para 8 individuos el promedio medido de fuga hacia el interior no debe exceder el 22 %, 8% y 2% respectivamente, como se indica arriba.

### Tipos según normas estadounidenses - N
En Estados Unidos el Instituto Nacional para la Seguridad y Salud Ocupacional definió en 2011 los siguientes tipos de filtros de partículas:
|                         | Filtra al menos el 95 % de las partículas | Filtra al menos el 99 % de las partículas | Filtra al menos el 99,97 % de las partículas |
| ----------------------- | ----------------------------------------- | ----------------------------------------- | -------------------------------------------- |
| No resistente al aceite | N95                                       | N99                                       | N100                                         |
| Resistente al aceite    | R95                                       | R99                                       | R100                                         |
| A prueba de aceite      | P95                                       | P99                                       | P100                                         |

## Respuestas ante la escasez de mascarillas por COVID-19
Durante la pandemia de COVID-19 se produjo una escasez generalizada de mascarillas ante la necesidad de su uso para evitar contagiar y ser contagiado. Ante esta situación surgieron propuestas individuales, empresariales y estatales para la confección de las denominadas como mascarillas higiénicas, que sin cumplir las normas exigidas para las mascarillas quirúrgicas y de protección (FFP2 y FFP3) podían cumplir una función higiénica y evitar tanto contagiar y como ser contagiado.